# Bidaranalli, Krishnarajpet
Bidaranalli là một làng thuộc tehsil Krishnarajpet, huyện Mandya, bang Karnataka, Ấn Độ.